# Bangana almorae
Bangana almorae es una especie de peces de la familia de los Cyprinidae en el orden de los Cypriniformes.

## Hábitat
Es un pez de agua dulce.

## Distribución geográfica
Se encuentran en Asia: río Salween.

## Observaciones
Es inofensivo para los humanos.